# Aeropuerto de Malakal
El Aeropuerto de Malakal (en inglés: Malakal Airport)  (IATA: MAK, ICAO: HSSM) es un aeropuerto que sirve a Malakal,  una ciudad en el condado de Malakal en el estado de Alto Nilo en el país africano de Sudán del Sur. El aeropuerto está situado justo al norte del distrito central de negocios de la ciudad, junto al campus principal de la Universidad del Alto Nilo. El aeropuerto de Malakal está cerca de la frontera internacional con la frontera con Sudán y de la frontera con Etiopía.
El aeropuerto de Malakal es el segundo aeropuerto más grande en Sudán del Sur. Es uno de los dos aeropuertos internacionales en el país, siendo el otro y mejor preparado el Aeropuerto Internacional de Juba, en la ciudad capital de Juba. El aeropuerto de Malakal se encuentra a unos quinientos veintiún kilómetros (281 NM) al norte del Aeropuerto Internacional de Yuba.
Como parte de la Misión de las Naciones Unidas en Sudán (UNMIS), el aeropuerto era una parada importante para las operaciones de Naciones Unidas a Sudán del Sur y continua siéndolo bajo la Misión de Asistencia de las Naciones Unidas en la República de Sudán del Sur (UNMISS), este también es utilizado por el Programa Mundial de Alimentos y la Fuerza Aérea de Sudán del Sur.